# 功課 (宗教)
宗教上的功課（英語：Works，office），是指宗教徒每日要做的功德，或行善助人，或敬奉神佛，或誦經打坐，是一種奉行宗教祖師的教導的善行為，以此會獲得善的精神回報。

## 基督教
基督教的善功和猶太教同源，奉行十誡是最基本的善功。
在天主教，以踐行時辰禮儀爲每日功課。

## 伊斯蘭教
伊斯蘭教的天課，以“认主独一”和“劝善戒恶”最為常見。虔誠的穆斯林會每日六次禮拜真主。

## 道教
道教徒的功課，通常指積累功德，供奉仙君，行早晚功課經儀。
功课一般分为早上和晚上做，分别叫做早课和晚课。

## 佛教
佛教徒的功課，通常指供奉佛法僧三寶，誦經念佛，打坐參禪。
佛教的功課可分為“早課”和“晚課”，合稱爲“日課”，義爲“每日的功課”。譬如漢地寺院的僧侶，通常每日早課誦《楞严咒》、《大悲咒》、《十小咒》、《心经》、《赞佛偈》，晚課誦《阿彌陀經》、《禮佛大懺悔文》和《蒙山施食》等依照各門派不同，或加念《金剛經》、《法華經.普門品》、《法華經.方便品》、《法華經.壽量品》、《八十八佛洪名寶懺》等。
僧侣在一天的早上必需去大雄宝殿诵经的时候。一般是在凌晨4时至早上7时。而部分寺庙则是在初一或十五。晚课则是指在旁晚6时至晚上9时。服用药石之后。

## 印度教
印度教徒的功課通常指誦經，燒香、沐浴供神。